# François d'Escoubleau de Sourdis
François d'Escoubleau de Sourdis (Thouars, 25 de outubro de 1574 - Bordéus, 8 de fevereiro de 1628) foi um cardeal do século XVII

## Biografia
Nasceu em Thouars em 25 de outubro de 1574. Conde de La Chapelle. Filho mais velho de François d'Escoubleau, signeur de Jouy, Aunau e Montdoubleau, marquês d'Alluye, governador de Chartres, e Isabeau Babou de la Bourdasière. Ele também está listado em Escobleau; e sob Sourdis.
Estudou no Collège de Navarre , Paris (humanidades).
Inicialmente destinado a uma carreira secular. Ele lutou no cerco de Chartres, 1591. Noivo para se casar com Catherine Hurault de Cheverny, filha do chanceler real. Durante uma visita a Roma, 1593-1594, onde conheceu Federico Borromeo e Filippo Neri, mudou de opinião e decidiu entrar no estado eclesiástico. Recebeu a tonsura quando voltou para a França. Abade commendatario de Preuilly; de Montreal; e de Aubrac, 1597 -1600.
Criado cardeal sacerdote no consistório de 3 de março de 1599.
Eleito arcebispo de Bordéus e primaz da Aquitânia, com dispensa por ainda não ter atingido a idade canónica, a 5 de julho de 1599. Consagrada em 21 de dezembro de 1599, em St-Germain des Près, Paris, pelo cardeal François de Joyeuse, arcebispo de Toulouse, auxiliado por Henri de Sourdis, bispo de Mallezais, e Charles de Balzac, bispo de Noyon. Recebeu o chapéu vermelho e o título de Ss. XII Apostoli, 20 de dezembro de 1600. Participou do conclave de março de 1605, que elegeu o Papa Leão XI. Participou do conclave de maio de 1605, que elegeu o Papa Paulo V. Coadjutor, com direito sucessório, de seu tio Henri d'Escoubleau de Sourdis, bispo de Mallezais, em 4 de julho de 1605. Optou pelo título de S. Marcello, em 30 de janeiro de 1606. Em 1607, batizou o duque de Orléans, segundo filho do rei Henrique IV da França. Em 1615, oficiou a cerimônia de casamento de Isabel da França e do príncipe Felipe, futuro rei Felipe IV de Espanha. Não participou do conclave de 1621, que elegeu o Papa Gregório XV. Optou pelo título de S. Pietro in Vincoli, em 29 de março de 1621. Optou pelo título de S. Prassede, em 13 de outubro de 1621. Não participou do conclave de 1623, que elegeu o Papa Urbano VIII. Celebrou um sínodo arquidiocesano em 1624. Participou da Assembleia do Clero de 1625 em Paris.
Morreu em Bordéus em 8 de fevereiro de 1628. Enterrado, igreja do mosteiro cartuxo, Bordeaux.